# Володимир-Волинська гімназія
Володимирська гімназія — гімназія у місті Володимир, заснована на базі ЗОШ № 4 1 вересня 2003 року. 29 червня 2003 року перейменована у Володимирі гімназію імені Олександра Цинкаловського.

## Хроніка
Із стін гімназії випущено 332 учні, 58 нагороджені медалями за особливі заслуги (18%), із них 43 — золотих медалістів, 15 срібних;
На початку роботи гімназію відвідував 401 учень, сьогодні ця цифра зросла до 532 учнів.
В гімназії працює 65 педагогів, із них:
- 28(43%) — вища категорія;
- 6(9%) — І категорія;
- 11(16%) — ІІ категорія;
- 20(30%) — спеціаліст;
- 16(25%) — вчитель-методист;
- 6(9%) — старший вчитель.

Протягом всього періоду від часу заснування гімназії проводиться поглиблене вивчення англійської мови (Рарата.Т.М)(Queen) з початкової школи, а з 2010 року введено вивчення другої мови: німецької, французької, іспанської; факультативно — польської.
У гімназії активно впроваджуюються новітні методики викладання шкільних предметів, що якісно і ефективно впливають на результат процесу навчання. В гімназії працює 6 кафедр: природничих наук (Козік Н. О.), філологічних наук (Андрєєва О. В.), точних наук (Гранат С. Д.), іноземних мов (Головач О. В.), суспільно-естетичних наук (Безсмертна Н. В.), початкових класів (Абросімова Т. В.).
У гімназії проводяться науково-практичні семінари, на яких вчителі підвищують фаховий рівень, активно використовуючи різноманітні методики самоменеджменту. Педагогічний досвід вчителів гімназії (Красько К. М., Влодарчук Л. Я., Степанченко М. В.,Козік Н. О., Стольницької М. М., Андрєєвої О. В., Головач О. В., Безсмертної Н. В., Вавдіюк Н. В.) пропагується на рівні міста, області.
Протягом 10 років колектив гімназії успішно співпрацював з науковцями у вдосконаленні якості рівня освітніх послуг, які надавалися учням закладу. Під керівництвом кафедри управлінської діяльності ВІППО (керівник Щоголева Л. О.) у 2004–2009 році працював експериментальний майданчик «Управління розвитком якості освіти в умовах новоствореного закладу», що дало можливість формування у вчителів гімназії бажання брати участь у методичній роботі. З 2011 року на базі закладу розпочав роботу експериментальний майданчик всеукраїнського рівня «Організаційно-педагогічні засади впровадження адаптивного управління в діяльність ЗНЗ» під керівництвом доктора педагогічних наук, професора Єльникової Г. В. Це призводить до відродження бажання педагогів гімназії до дослідницької діяльності, намагання зберегти традиції, запровадження нових підходів та урізноманітнення як педагогічної, так і управлінської діяльності.
На базі гімназіі були проведені семінари учителів шкіл всеукраїнського і обласного рівнів.

## Нагороди
Нагороди педагогів гімназії:
- 28 грамот управління освіти Володимирського міськвиконкому;
- 25 грамот обласного управління освіти і науки Волинської держадміністрації;
- 8 грамот Міністерства освіти;
- 4 нагрудних знаки «Відмінник освіти України»;
- 2 нагрудний знаки «Василь Сухомлинський».